# یوگنی کونوپلیانکا
یِوگِنی کونوپلیانکا (به اوکراینی: Yevhen Konoplyanka) (زاده ۲۵ سپتامبر ۱۹۸۹) بازیکن فوتبال اهل کشور اوکراین است.
وی سابقه ۲۲ بازی ملی برای تیم ملی فوتبال اوکراین در کارنامه دارد، همچنین پست تخصصی او هافبک است.